# اسکات وود
اسکات وود (انگلیسی: Scott Wood؛ زادهٔ ۲۱ ژوئن ۱۹۹۰) بازیکن بسکتبال اهل ایالات متحده آمریکا است.
از باشگاه‌هایی که در آن بازی کرده‌است می‌توان به باشگاه بسکتبال مورسیا اشاره کرد.